# Fojnica
Fojnica ist eine Kleinstadt und gleichnamige Verbandsgemeinde in Bosnien und Herzegowina. Sie liegt an der Fojnička rijeka, einem Nebenfluss der Bosna im Kanton Zentralbosnien der Föderation Bosnien und Herzegowina.

## Geografie
Die Verbandsgemeinde Fojnica liegt in einer Mittel- bis Hochgebirgsregion mit Höhen über 2.100 Meter, etwa 43 Kilometer nordwestlich von Sarajevo. Ansiedlungen sind hauptsächlich im Bereich der Flüsse Fojnička und Željeznica zu finden, in deren Tälern auch die beiden wichtigsten Straßen der Gemeinde verlaufen.
Fojnica wird umgeben von den Verbandsgemeinden Vitez und Busovača im Norden, Kiseljak im Osten, Kreševo im Südosten, Konjic im Südwesten, Gornji Vakuf im Westen und Novi Travnik im Nordwesten.

## Geschichte

### Vor und im Königreich Bosnien
Fojnica als Stadt wird erstmals im Jahr 1365 als Bergwerk (rudnik) erwähnt, als deutsche und Dubrovniker Bergarbeiter hier ankamen, um dieses an Eisenerz reiche Gebiet zu erschließen.
In der Folge entstand in dessen Nähe eine Ansiedlung mit dem Namen Hvojnica, welche sich ab dem Beginn des 15. Jahrhunderts zu einem Zentrum des Bergbaus und Handels im mittelalterlichen bosnischen Staat entwickelte; mit einer gewerblichen Verarbeitung von Eisen, Silber und Gold. Wahrscheinlich wirkte hier auch eine Münzprägestätte.
Ab den 1430er Jahren gab es eine bedeutende Siedlung von Dubrovniker Händlern.

### Osmanische Zeit
Im Jahre 1469 war Fojnica/Hvojnica die größte Ortschaft in Bosnien. Sie wurde als Mittelpunkt der gleichnamigen Nahija (eine Nahija war eine kleinere osmanische Verwaltungseinheit) mit Handel, einem Bergwerk für Eisen und dem Franziskanerkloster beschrieben.
Die Ahdnama von Fojnica war von großer Bedeutung für das alteingesessene christliche Volk nach der osmanischen Besetzung.

### Bosnienkrieg
Nach dem Beginn des Bosnienkrieges 1992 blieb es in Fojnica zunächst friedlich. Am 2. Juli 1993 griff die Armija Republike Bosne i Hercegovine (ARBiH) im Rahmen des Kroatisch-bosniakischen Krieges den überwiegend kroatisch bewohnten Teil der Gemeinde an und vertrieb die Bevölkerung.

## Franziskanerkloster Fojnica

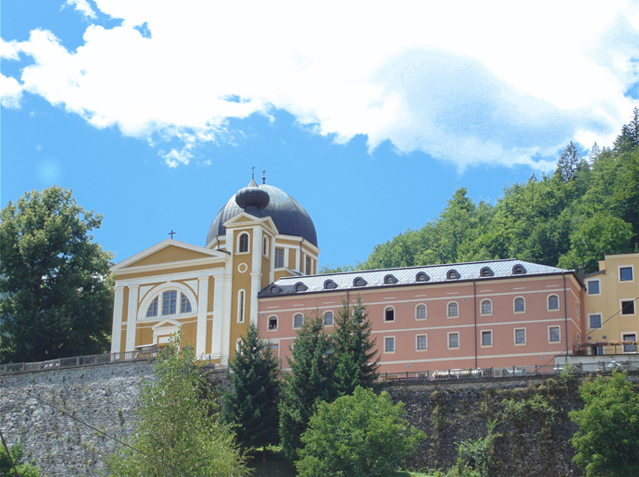
Franziskanerkloster in Fojnica

Das erste Kloster und die erste Kirche wurden im 14. Jahrhundert im nördlichen Teil von Fojnica auf der Lokalität Pazarišće (Pazarnica) errichtet und damals der hl. Maria gewidmet. Es gibt keine gesicherten Nachrichten über den Abriss im Zuge der osmanischen Eroberung Bosniens 1463. Das Gleiche passierte 1521 und 1524 zur Zeit einer großen Verfolgung, als das Kloster und Kirche abgerissen wurden. Die Franziskaner erbauten jedoch bald wieder ein neues Kloster und eine neue Kirche. Nach einer Nachricht wurde 1527 eine Baugenehmigung ersucht. Zwischen 1594 und 1598 wurde auf dem Platz dieser Kirche eine neue erbaut, welche fast die gleichen Dimensionen wie die vorherige hatte (ca. 31xl0 m). Die osmanischen Behörden verfügten, dass die neue Kirche nicht größer als die vorherige werden dürfe.
Das Kloster wurde 1598 erneuert. In einem großen Feuer 1664 wurde es mitsamt der Kirche zerstört. Es verbrannten alle Wertsachen, vor allem die Bücherei und das Archiv. Die Franziskaner lebten vorübergehend in Lučin in der Nähe von Jajce. Nach Zahlungen eines hohen Tributs und weiteren Schenkungen an osmanische Beamte schafften sie es, eine Baugenehmigung zu erhalten. Daraufhin wurde das Kloster von 1666 bis 1668 neu errichtet, die Kirche im Jahre 1669. 1798 wurden beide Gebäude erneuert, wieder mit jahrelangem Vorlegen von Anträgen bei der Obrigkeit. Im Jahr 1801 wurde für die Kirche eine Orgel angeschafft, die erste überhaupt in Bosnien. Sie ist allerdings nicht mehr erhalten. 1863 bauten die Franziskaner ein neues Kloster. Den Bau führte zunächst der einheimische Meister Matija Lovrinović, nach ihm Špiro Marić von der kroatischen Insel Vir. 1913 wurde das Kloster wieder erneuert.
Das Kloster besitzt ein reiches Archiv und eine Bücherei, in welchen eine Vielzahl von in der Bosančica handschriftlichen verfassten Material aufbewahrt wird (1532–1783), und rund 3000 osmanische Dokumente (1473–1852), 13 Inkunabeln (=Frühdrucke), mehr als 17.000 alte und seltene Bücher. Aufbewahrt werden außerdem die Ahdnama von Sultan Mehmed II. aus 1464, ein Ferman von Skender-paša aus 1485, das Wappenbuch von Fojnica (Fojnički grbovnik) (1660–80).

## Bevölkerung
Der größte Teil des Gemeindegebietes ist gebirgig und daher sehr dünn besiedelt. Größere Orte befinden sich nur in den beiden Haupttälern.
Bei der Volkszählung von 1991 ergab sich folgende Bevölkerungszusammensetzung:
- Bosniaken – 8.024 (49,23 %)
- Kroaten – 6.623 (40,64 %)
- Serben – 157 (0,96 %)
- Jugoslawen – 407 (2,49 %)
- Andere – 1.085 (6,68 %)

Die amtliche Schätzung für 2003 gibt folgende Verteilung an:
- Bosniaken – 8.930 (67,14 %)
- Kroaten – 4.333 (32,58 %)
- Serben – 37 (0,28 %)

## Tourismus
Fojnica ist bekannt durch seine Thermalquellen, die schon seit Jahrhunderten den Menschen beim Heilen verschiedener Krankheiten helfen. In Fojnica befindet sich das moderne Zentrum für medizinische Rehabilitation.
Oberhalb der Stadt liegt das alte Franziskanerkloster, wo sich das Museum mit einer Schatzkammer, Bibliothek, Archiv, Pinakothek, bergbaulich-geologischen Sammlung. Das Kloster beherbergt die interessante Sammlung über das Leben und Arbeiten der Mönche und die Geschichte des Franziskanerordens auf dem Balkan.

## Persönlichkeiten
- Anđeo Zvizdović (1420–1498), franziskanischer Prediger; starb in Fojnica
- Vice Vicić (1734–1796), Komponist von Messen
- Hadži hafiz Ramiz ef. Pašić (1928–2010), Imam der Stadt-Moschee von Fojnica seit 1947
- Alojz Ajdič (1939), Komponist
- Nikica Miličević (1957–1993), franziskanischer Priester